# Oxyde de styrène
L'oxyde de styrène est un composé chimique de formule C6H5–C2H3O. Il se présente sous la forme d'un liquide combustible incolore faiblement volatil à l'odeur aromatique, faiblement soluble dans l'eau. Il s'agit d'un époxyde aromatique qui peut être obtenu à partir du styrène C6H5CH=CH2 sous l'action de l'acide perbenzoïque C6H5COOOH :

Formation à partir du styrène.

L'oxyde de styrène est un métabolite issu de la dégradation du styrène sous l'action du cytochrome P450 chez l'Homme et chez les animaux. Il est toxique, mutagène et peut-être cancérogène. In vivo, il est hydrolysé en styrène glycol par l'époxyde hydrolase.